# Règlement sur l'équité numérique
 (mars 2025).
La mise en forme du texte ne suit pas les recommandations de Wikipédia : il faut le « wikifier ».
Les points d'amélioration suivants sont les cas les plus fréquents. Le détail des points à revoir est peut-être précisé sur la page de discussion.
- Les titres sont pré-formatés par le logiciel. Ils ne sont ni en capitales, ni en gras.
- Le texte ne doit pas être écrit en capitales (les noms de famille non plus), ni en gras, ni en italique, ni en « petit »…
- Le gras n'est utilisé que pour surligner le titre de l'article dans l'introduction, une seule fois.
- L'italique est rarement utilisé : mots en langue étrangère, titres d'œuvres, noms de bateaux, etc.
- Les citations ne sont pas en italique mais en corps de texte normal. Elles sont entourées par des guillemets français : « et ».
- Les listes à puces sont à éviter, des paragraphes rédigés étant largement préférés. Les tableaux sont à réserver à la présentation de données structurées (résultats, etc.).
- Les appels de note de bas de page (petits chiffres en exposant, introduits par l'outil «  Source ») sont à placer entre la fin de phrase et le point final[comme ça].
- Les liens internes (vers d'autres articles de Wikipédia) sont à choisir avec parcimonie. Créez des liens vers des articles approfondissant le sujet. Les termes génériques sans rapport avec le sujet sont à éviter, ainsi que les répétitions de liens vers un même terme.
- Les liens externes sont à placer uniquement dans une section « Liens externes », à la fin de l'article. Ces liens sont à choisir avec parcimonie suivant les règles définies. Si un lien sert de source à l'article, son insertion dans le texte est à faire par les notes de bas de page.
- La présentation des références doit suivre les conventions bibliographiques. Il est recommandé d'utiliser les modèles {{Ouvrage}}, {{Chapitre}}, {{Article}}, {{Lien web}} et/ou {{Bibliographie}}. Le mode d'édition visuel peut mettre en forme automatiquement les références.
- Insérer une infobox (cadre d'informations à droite) n'est pas obligatoire pour parachever la mise en page.

Pour une aide détaillée, merci de consulter Aide:Wikification.
Si vous pensez que ces points ont été résolus, vous pouvez retirer ce bandeau et améliorer la mise en forme d'un autre article.
 (mars 2025).
Le Digital Fairness Act (DFA) est une proposition de règlement de la Commission européenne en préparation,. Michael McGrath, commissaire européen chargé de la démocratie, de la justice, de l'État de droit et de la protection des consommateurs, est responsable de cette législation dans le cadre de la deuxième Commission d'Ursula von der Leyen. La proposition compte s'attaquer aux dark patterns, à la personnalisation, aux contrats et au marketing d'influence,,. Une consultation publique de 12 semaines débutera au printemps 2025. Le règlement sur l'équité numérique ne sera pas proposé avant 2026,.
- 13 novembre 2020 : La Commission européenne déclare que « les consommateurs devraient bénéficier d'un niveau de protection et d'équité comparable en ligne à celui dont ils bénéficient hors ligne » dans le Nouvel agenda du consommateur.
- 22 février 2021 : Le Conseil de l'UE adopte des conclusions sur le nouvel agenda du consommateur[10].
- 12 décembre 2023 : Le Parlement européen adopte une résolution sur la conception addictive des services en ligne et la protection des consommateurs dans le marché unique de l'UE[11],[12].
- 3 octobre 2024 : la Commission européenne publie le rapport final sur le bilan de qualité en matière d'équité numérique[13],[14],[15].
- 5 novembre 2024 : Le commissaire désigné Michael McGrath est interrogé par les députés européens sur son projet de loi sur l'équité numérique[16],[17],[18],[19].,